# Музон (Шаранта)
Музо́н (фр. Mouzon) — коммуна во Франции, находится в регионе Пуату — Шаранта. Департамент — Шаранта. Входит в состав кантона Монтамбёф. Округ коммуны — Конфолан.
Код INSEE коммуны — 16239.
Коммуна расположена приблизительно в 370 км к югу от Парижа, в 90 км южнее Пуатье, в 40 км к северо-востоку от Ангулема.

## Население
Население коммуны на 2008 год составляло 141 человек.
| 1962 | 1968 | 1975 | 1982 | 1990 | 1999 | 2008 |
| ---- | ---- | ---- | ---- | ---- | ---- | ---- |
| 246  | 240  | 193  | 160  | 155  | 149  | 141  |

## Экономика
В 2007 году среди 95 человек в трудоспособном возрасте (15—64 лет) 49 были экономически активными, 46 — неактивными (показатель активности — 51,6 %, в 1999 году было 72,5 %). Из 49 активных работали 45 человек (27 мужчин и 18 женщин), безработных было 4 (3 мужчины и 1 женщина). Среди 46 неактивных 9 человек были учениками или студентами, 25 — пенсионерами, 12 были неактивными по другим причинам.

## Фотогалерея

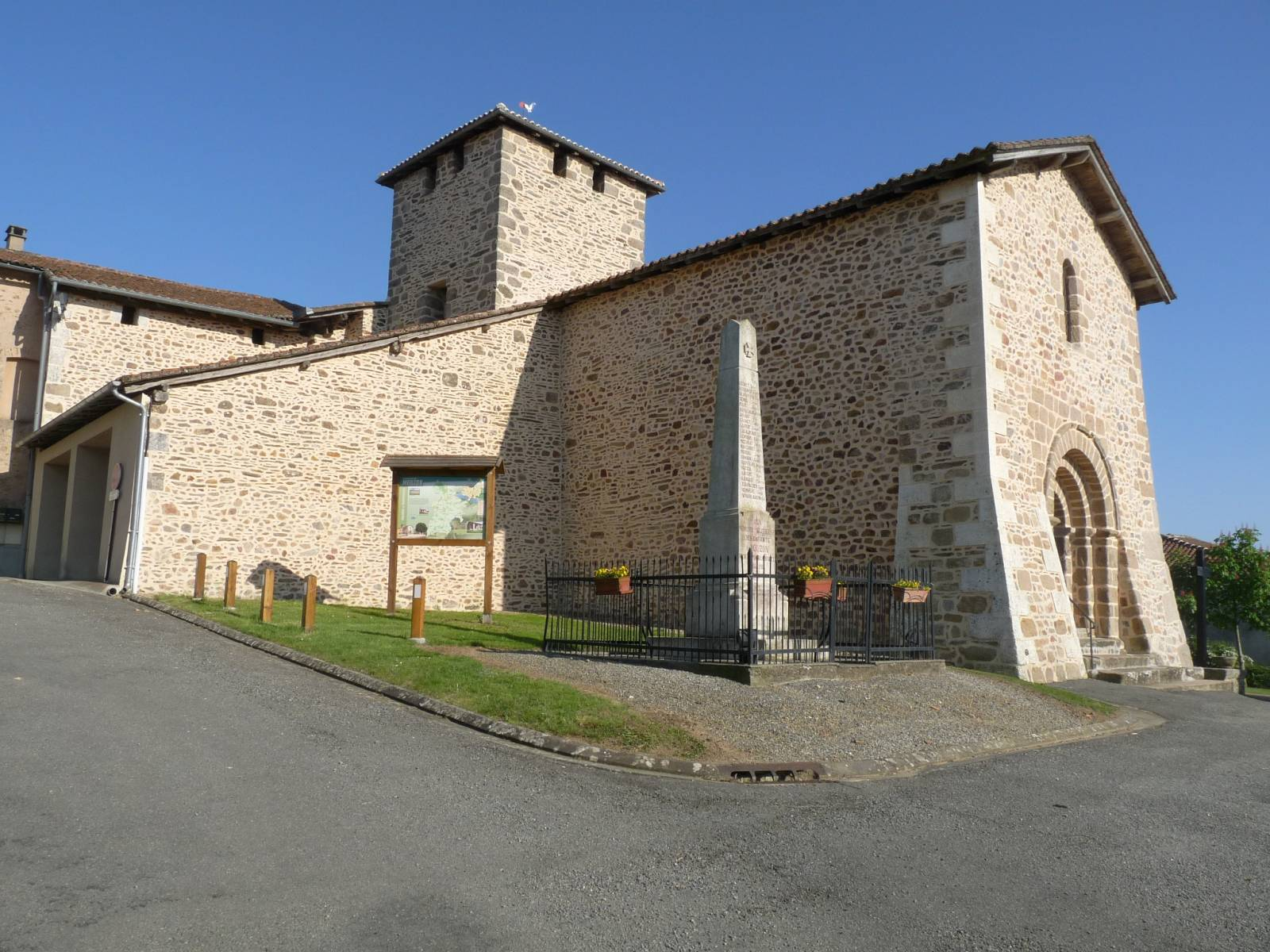
Церковь Сен-Мартен и военный мемориал
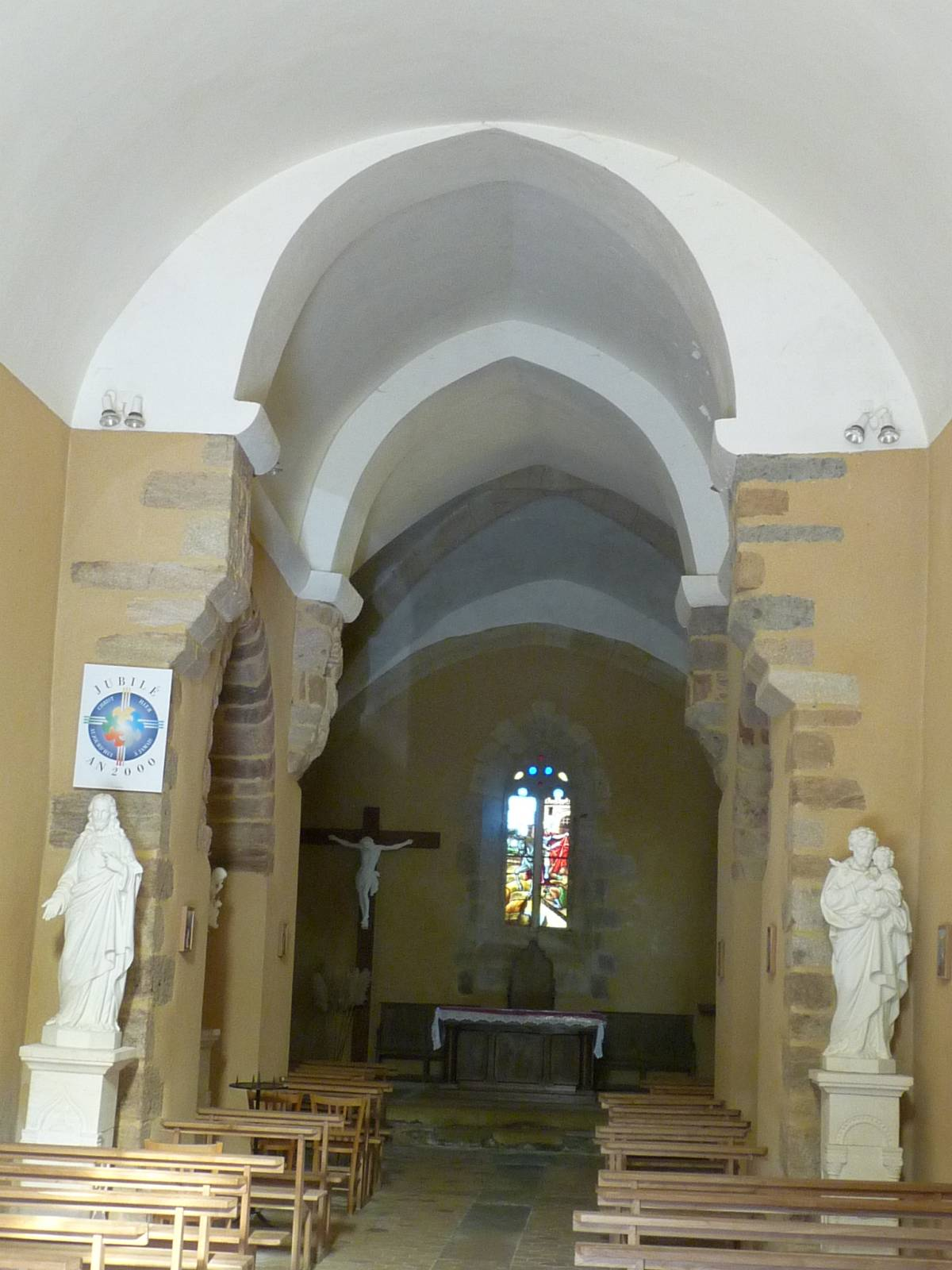
Интерьер церкви Сен-Мартен
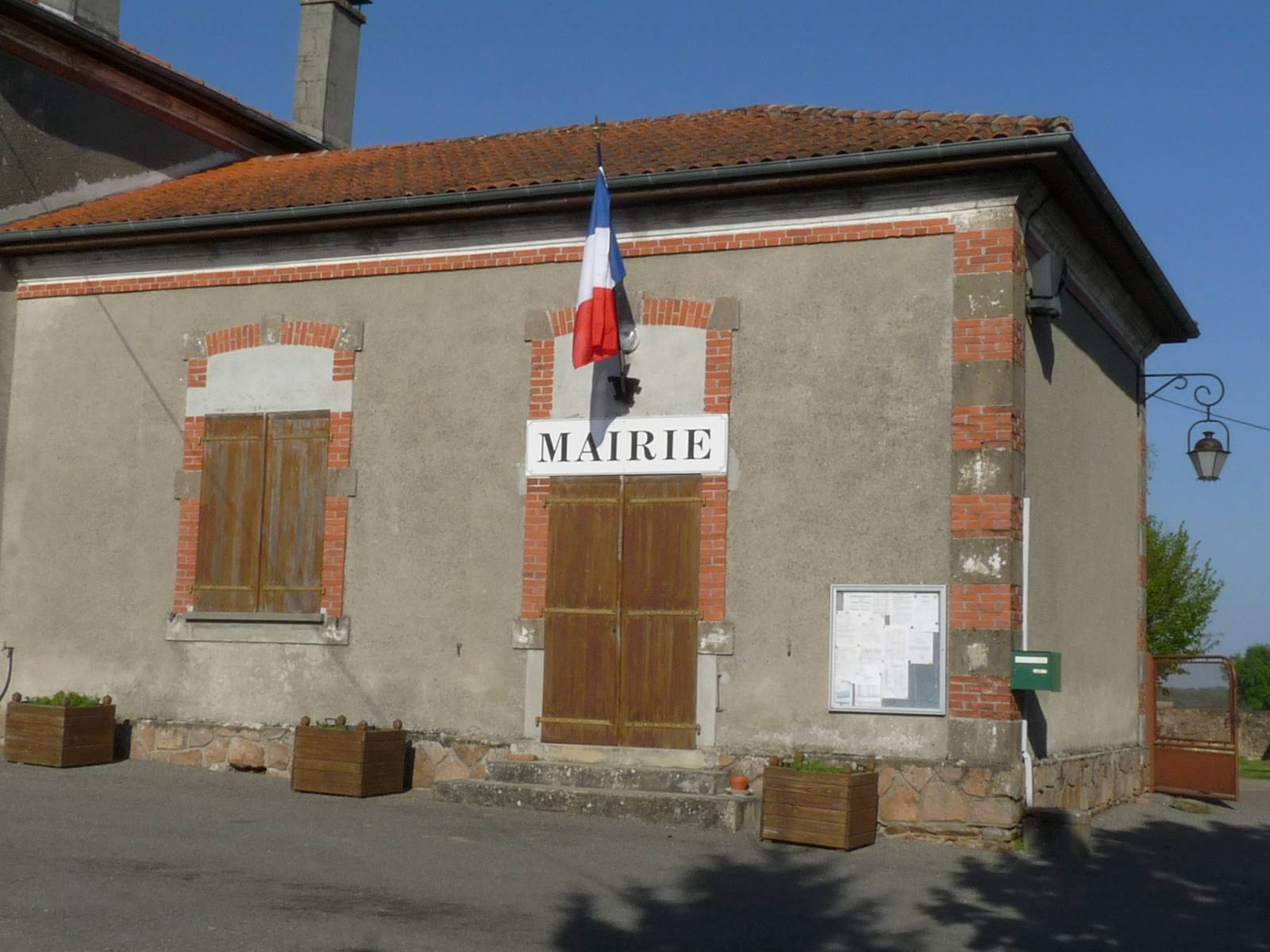
Мэрия